# Krzyżka
Krzyżka est une localité polonaise de la gmina de Suchedniów, située dans le powiat de Skarżysko en voïvodie de Sainte-Croix.